# Ausbaustrecke Solothurn–Wanzwil
| Fahrplanfeld: | 450                  |                                                                        |                                                                        |
| Streckenlänge: | 9.031 km             |                                                                        |                                                                        |
| Spurweite: | 1435 mm (Normalspur) |                                                                        |                                                                        |
| Stromsystem: | 15 kV 16,7 Hz ~      |                                                                        |                                                                        |
| Maximale Neigung: | 10.4 ‰               |                                                                        |                                                                        |
| Minimaler Radius: | 2100 / 1040 m        |                                                                        |                                                                        |
| Streckengeschwindigkeit: | 200 / 140 km/h       |                                                                        |                                                                        |
| |                      |                                                                        |                                                                        |
| \| \| \| Linien von Biel, Moutier und Burgdorf \| \| \| \| 79,4 \| Solothurn \| 431 m ü. M. \| \| \| \| Anschluss an die Linien nach Attiswil–Niederbipp und Bätterkinden–Bern \| \| \| \| 80,0 \| Abzweig nach Oensingen–Olten \| Abzweig nach Oensingen–Olten \| \| \| 79,0 \| Scintilla \| 431 m ü. M. \| \| \| \| N5-Brücke Derendingen \| 78 m \| \| \| \| Emmenbrücke Derendingen \| 84 m \| \| \| 77,2 \| Derendingen \| 436 m ü. M. \| \| \| \| Anschlussgleis Derendingen \| \| \| \| 77,2 \| Bahnübergang Derendingen \| Bahnübergang Derendingen \| \| \| 75,9 \| Bahnübergang Industriestrasse \| Bahnübergang Industriestrasse \| \| \| 74,8 \| Subingen \| 442 m ü. M. \| \| \| \| Anschlussgleis Subingen \| \| \| \| 74,7 \| Bahnübergang Subingen \| Bahnübergang Subingen \| \| \| 72,8 \| Etziken \| 458 m ü. M. \| \| \| 70,3 \| Übergang in Doppelspur \| Übergang in Doppelspur \| \| \| \| Tunnel Wolfacker Nord \| 626 m \| \| \| 68,5 \| Abzweig der Neubaustrecke von Mattstetten \| Abzweig der Neubaustrecke von Mattstetten \| \| \| \| Neubaustrecke nach Rothrist \| \| |                      |                                                                        |                                                                        |
| Strecke |                      | Linien von Biel, Moutier und Burgdorf                                  | Linien von Biel, Moutier und Burgdorf                                  |
| Bahnhof | 79,4                 | Solothurn                                                              | 431 m ü. M.                                                            |
| Strecke |                      | Anschluss an die Linien nach Attiswil–Niederbipp und Bätterkinden–Bern | Anschluss an die Linien nach Attiswil–Niederbipp und Bätterkinden–Bern |
| Abzweig geradeaus und nach links | 80,0                 | Abzweig nach Oensingen–Olten                                           | Abzweig nach Oensingen–Olten                                           |
| ehemaliger Bahnhof | 79,0                 | Scintilla                                                              | 431 m ü. M.                                                            |
| Brücke |                      | N5-Brücke Derendingen                                                  | 78 m                                                                   |
| Brücke über Wasserlauf |                      | Emmenbrücke Derendingen                                                | 84 m                                                                   |
| ehemaliger Bahnhof | 77,2                 | Derendingen                                                            | 436 m ü. M.                                                            |
| Abzweig geradeaus und nach links |                      | Anschlussgleis Derendingen                                             | Anschlussgleis Derendingen                                             |
| Bahnübergang | 77,2                 | Bahnübergang Derendingen                                               | Bahnübergang Derendingen                                               |
| Bahnübergang | 75,9                 | Bahnübergang Industriestrasse                                          | Bahnübergang Industriestrasse                                          |
| ehemaliger Bahnhof | 74,8                 | Subingen                                                               | 442 m ü. M.                                                            |
| Abzweig geradeaus und nach links |                      | Anschlussgleis Subingen                                                | Anschlussgleis Subingen                                                |
| Bahnübergang | 74,7                 | Bahnübergang Subingen                                                  | Bahnübergang Subingen                                                  |
| ehemaliger Bahnhof | 72,8                 | Etziken                                                                | 458 m ü. M.                                                            |
| Strecke | 70,3                 | Übergang in Doppelspur                                                 | Übergang in Doppelspur                                                 |
| Tunnel |                      | Tunnel Wolfacker Nord                                                  | 626 m                                                                  |
| Abzweig geradeaus und von rechts | 68,5                 | Abzweig der Neubaustrecke von Mattstetten                              | Abzweig der Neubaustrecke von Mattstetten                              |
| Strecke |                      | Neubaustrecke nach Rothrist                                            | Neubaustrecke nach Rothrist                                            |

Als Ausbaustrecke Solothurn–Wanzwil (bahnamtlich Ausbaustrecke Derendingen–Inkwil) wird die am 12. Dezember 2004 eröffnete Eisenbahnstrecke von Solothurn nach Wanzwil bezeichnet, welche dort den Anschluss an die im Rahmen von Bahn 2000 realisierte Hochgeschwindigkeitsstrecke von Mattstetten bei Bern nach Rothrist bei Olten herstellt.
Die Ausbaustrecke benutzt grösstenteils das Trassee der im Jahre 1992 stillgelegten Bahnstrecke Solothurn–Herzogenbuchsee.
Der Streckenabschnitt Solothurn–Wanzwil ist einspurig ausgelegt und neben der Hochgeschwindigkeitsstrecke die erste Strecke der Schweiz, auf der das European Train Control System im regulären Betrieb zur Anwendung kommt.
Die Höchstgeschwindigkeit beträgt von Solothurn bis Subingen 140 km/h und ab dort 200 km/h. Die Spaltweiche beim Übergang in die Doppelspur kann ebenfalls mit 200 km/h befahren werden.
Genutzt wird die Strecke vor allem durch die Linie 5 Lausanne – Biel/Bienne – Zürich HB ( – St. Gallen/Rorschach) , welche stündlich zwischen Olten und Solothurn ohne Halt verkehrt.
Aufgrund von Befürchtungen, zur Eröffnung der Strecke und der Neubaustrecke (zum 12. Dezember 2004) könnte ETCS noch nicht betriebsbereit sein, wurde zusätzlich eine Lichtsignalisierung vorgesehen. Zwei Auflagen in der Plangenehmigungsverfügung des Verkehrsdepartements (UVEK) verlangten, diese Rückfallebene spätestens zehn Jahre nach Betriebsaufnahme abzubauen.
Im Zuge der für Ende 2013 und Anfang 2014 geplanten Rückbauarbeiten, die 7,4 Millionen Franken kosten sollten, waren auch Optimierungen vorgesehen.